# Pyramide à base carrée
En géométrie, une pyramide à base carrée est une pyramide avec une base carrée et quatre faces latérales triangulaires.
Si les quatre faces triangulaires sont équilatérales, alors la pyramide est un solide de Johnson (J1), et peut être pensée comme la moitié d'un octaèdre.
D'autres pyramides carrées ne sont pas semblables à ce solide de Johnson ; la pyramide de Khéops, par exemple, possède quatre faces triangulaires isocèles non équilatérales.

## Aire, volume, et angles dièdres
L'aire A et le volume V d'une pyramide carrée à faces régulières (J1) de longueur d'arête a sont :
{\displaystyle A=\left(1+{\sqrt {3}}\right)a^{2}}
{\displaystyle V={\frac {1}{3}}\times a^{2}\times {\frac {a{\sqrt {2}}}{2}}={{\sqrt {2}} \over 6}a^{3}}
Les angles dièdres d'une pyramide carrée à faces régulières (J1) sont :
- Entre la base et une face latérale :

{\displaystyle \arctan {{\biggl (}{\sqrt {2}}{\biggl )}}\approx 54,735~610^{\circ }.}
- Entre deux faces latérales adjacentes :

{\displaystyle \arccos {\biggl (}{-1 \over 3}{\biggl )}\approx 109,471~22^{\circ }.}
- Entre deux faces latérales opposées :

{\displaystyle \arccos {\biggl (}{1 \over 3}{\biggl )}\approx 70,528~779^{\circ }.}

## Exemples
Certaines molécules peuvent avoir une géométrie moléculaire pyramidale à base carrée. 